# Kingella potus
Kingella potus (лат.) — вид грамотрицательных палочковидных бактерий из рода кингелл. Впервые выделены и описаны в 2005 году.
Носителями являются млекопитающие кинкажу, заражения происходит при укусе. Описано два случая заражения человека. Симптомами заболевания, вызываемого бактерией, служат высокая температура, боль в животе, головная боль, кровь в моче.